# Polder van T. Früchnich
De Polder van T. Früchnich is een voormalig waterschap in de Nederlandse provincie Groningen.
Van deze kleine polder is weinig meer bekend dan dat er een bemalingsvergunning door Gedeputeerde Staten is afgegeven en dat het 150 m vanaf het Oude Dwarsdiep te Niebertermeer lag.
Waterstaatkundig gezien ligt het gebied sinds 1995 binnen dat van het waterschap Noorderzijlvest.